# Wielersport op de Paralympische Zomerspelen 1996

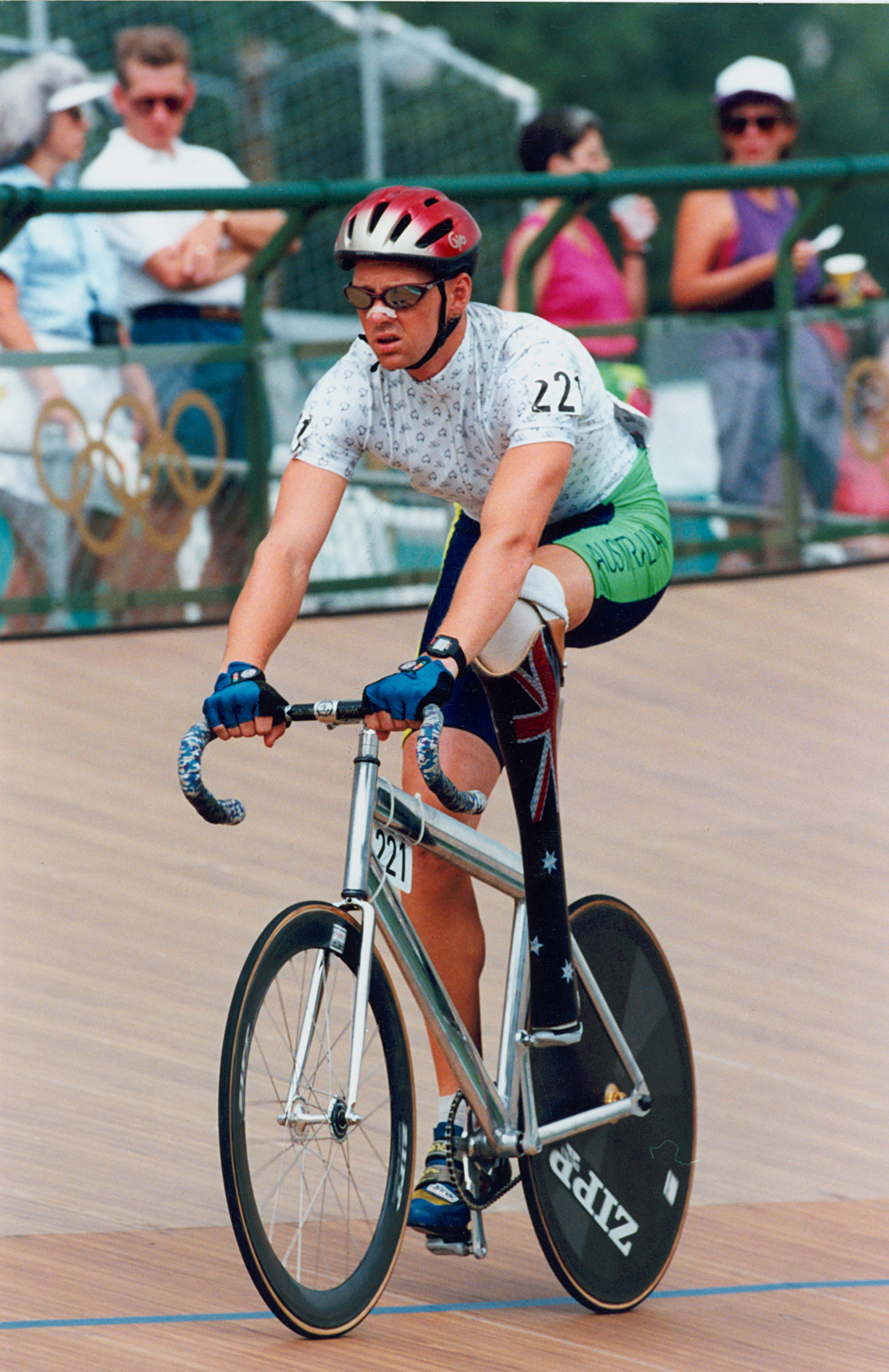
Paul Lake

Op de Xe Paralympische Spelen die in 1996 werden gehouden in het Amerikaanse Atlanta was wielrennen een van de 19 sporten die tijdens deze spelen werd beoefend. Het baanwielrennen stond voor het eerst op het programma.

## Mannen

### Baan

#### Tandem
| Klasse | Evenement     | Tijd     | land | Goud                               | land | Zilver                      | land | Brons                              |
| ------ | ------------- | -------- | ---- | ---------------------------------- | ---- | --------------------------- | ---- | ---------------------------------- |
| open   | kilo          | 1:06.858 | FRA  | Thierry Gintrand Patrice Senmartin | FRA  | Eric Guezo Vincent Mignon   | ITA  | Giancarlo Galli Paolo Botti        |
| open   | achtervolging | 4:37.598 | NED  | Jan Mulder Pascal Schoots          | AUS  | Paul Clohessy Eddy Hollands | FRA  | Herve Dechamp Guy Rouchovze        |
| open   | sprint 200 m  | 11.247   | FRA  | Eric Guezo Vincent Mignon          | SVK  | Pavel Takac Miroslav Jambor | GER  | Stefan Kleinhans Alexander Schwarz |

### Weg

#### Tandem
| Klasse | Evenement | Tijd    | land | Goud                         | land | Zilver                              | land | Brons                      |
| ------ | --------- | ------- | ---- | ---------------------------- | ---- | ----------------------------------- | ---- | -------------------------- |
| open   | 100/120k  | 2:26:35 | FRA  | Jean Bertrand Franck Miquard | ITA  | Pasquale Campedelli Giancarlo Galli | GER  | Martin Boesch Frank Hoefle |

## Vrouwen

### Baan

#### Tandem
| Klasse | Evenement     | Tijd     | land | Goud                      | land | Zilver                            | land | Brons                             |
| ------ | ------------- | -------- | ---- | ------------------------- | ---- | --------------------------------- | ---- | --------------------------------- |
| open   | kilo          | 1:13.473 | AUS  | Sandra Smith Teresa Poole | GER  | Elfriede Ranz Ursula Egner        | CAN  | Guylaine Larouche Julie Cournoyer |
| open   | achtervolging | 3:54.563 | AUS  | Sandra Smith Teresa Poole | CAN  | Guylaine Larouche Julie Cournoyer | USA  | Tiffany Tretschiok Juila Haft     |

### Weg

#### Tandem
| Klasse | Evenement | Tijd    | land | Goud                              | land | Zilver                        | land | Brons                    |
| ------ | --------- | ------- | ---- | --------------------------------- | ---- | ----------------------------- | ---- | ------------------------ |
| open   | 50/60k    | 1:30:49 | CAN  | Guylaine Larouche Julie Cournoyer | USA  | Tiffany Tretschiok Juila Haft | ESP  | Rosa Corral Maria Chaves |

## Gemengd

### Baan

#### Tandem
| Klasse | Evenement     | Tijd     | land | Goud                              | land | Zilver                          | land | Brons                              |
| ------ | ------------- | -------- | ---- | --------------------------------- | ---- | ------------------------------- | ---- | ---------------------------------- |
| open   | kilo          |          | ITA  | Patrizia Spadaccini Claudio Costa | USA  | Scott Evans Cara Dunne          | USA  | Michael Rosenberg Pamala Fernandes |
| open   | achtervolging | 3:43.534 | ITA  | Patrizia Spadaccini Claudio Costa | USA  | Michael Hopper Kathleen Urschel | ESP  | Belen Perez Francisco Lara         |
| open   | sprint 200 m  | 12.139   | AUS  | Kerry Golding Kieran Modra        | ITA  | Damiano Zanotti Manuela Agnese  | USA  | Scott Evans Cara Dunne             |

#### Tweewielers
| Klasse | Evenement | Punten | land | Goud            | land | Zilver       | land | Brons           |
| ------ | --------- | ------ | ---- | --------------- | ---- | ------------ | ---- | --------------- |
| LC1    | omnium    | 5      | AUT  | Wolfgang Eibeck | AUS  | Matthew Gray | NOR  | Aage Joensberg  |
| LC2    | omnium    | 3      | USA  | Dory Selinger   | AUS  | Paul Lake    | FRA  | Patrick Ceria   |
| LC3    | omnium    | 9      | ESP  | Miguel Perez    | USA  | Rex Patrick  | AUT  | Norbert Zettler |

### Weg

#### Tandem
| Klasse | Evenement | Tijd    | land | Goud                               | land | Zilver                     | land | Brons                        |
| ------ | --------- | ------- | ---- | ---------------------------------- | ---- | -------------------------- | ---- | ---------------------------- |
| open   | 60/70k    | 1:31:42 | CAN  | Alexandre Cloutier Julie Cournoyer | ESP  | Francisco Lara Belen Perez | ESP  | Jose Santiago Elena Padrones |

#### Tweewielers
| Klasse   | Evenement       | Tijd    | land | Goud              | land | Zilver             | land | Brons            |
| -------- | --------------- | ------- | ---- | ----------------- | ---- | ------------------ | ---- | ---------------- |
| CP Div 3 | 20k             | 34:58   | USA  | Daniel Nicholson  | KOR  | Jong Kil Kim       | CAN  | Gary Longhi      |
| CP Div 4 | 20k             | 31:05   | AUS  | Peter Homann      | AUS  | Christopher Scott  | USA  | Lawrence Schultz |
| LC1      | 65/75k          | 1:48:09 | FRA  | David Mercier     | GER  | Wolfgang Mahler    | NOR  | Aage Joensberg   |
| LC2      | 55/65k          | 1:44:00 | FRA  | Patrick Ceria     | CZE  | Lubomir Simovec    | CAN  | Patrice Bonneau  |
| LC3      | 45/55k          | 1:46:16 | FRA  | Luc Raoul         | SUI  | Beat Schwarzenbach | AUT  | Norbert Zettler  |
| CP Div 3 | tijdrit 5,000 m | 8:24.14 | CAN  | Gary Longhi       | USA  | Daniel Nicholson   | JPN  | Shojiro Maeda    |
| CP Div 4 | tijdrit 5,000 m | 7:13.76 | AUS  | Christopher Scott | AUS  | Peter Homann       | USA  | Lawrence Schultz |

#### Driewielers
| Klasse   | Evenement       | Tijd     | land | Goud            | land | Zilver          | land | Brons           |
| -------- | --------------- | -------- | ---- | --------------- | ---- | --------------- | ---- | --------------- |
| CP Div 2 | tijdrit 1,500 m | 2:47.00  | BEL  | Guy Culot       | GER  | Andreas Hillers | JPN  | Mutsuhiko Ogawa |
| CP Div 2 | tijdrit 5,000 m | 10:15.00 | JPN  | Mutsuhiko Ogawa | BEL  | Guy Culot       | USA  | Corey Huntley   |

Atletiek · Bankdrukken · Basketbal · Boogschieten · Boccia · CP-voetbal · Goalball · Judo · Koersbal · Paardensport · Schermen · Schietsport · Tafeltennis · Tennis · Volleybal · Wielersport · Zeilen · Zwemmen
New York & Stoke Mandeville 1984 ·
Seoel 1988 ·
Barcelona 1992 ·
Atlanta 1996 ·
Sydney 2000 ·
Athene 2004 ·
Peking 2008 ·
Londen 2012 ·
Rio de Janeiro 2016 ·
Tokio 2020 ·
Parijs 2024 ·
Los Angeles 2028